# Sumpförgätmigej
Sumpförgätmigej (Myosotis laxa) är en växtart i familjen strävbladiga växter. 